# 希爾賽德 (紐約州)
希爾賽德（英語：Hillside）是位於美國紐約州阿爾斯特縣的普查規定居民點。

## 人口
根據2020年美國人口普查的數據，希爾賽德的面積為2.13平方千米，當中陸地面積為2.12平方千米，而水域面積為0.01平方千米。當地共有人口860人，而人口密度為每平方千米403.76人。